# Dr. Katz, Professional Therapist
Dr. Katz, Professional Therapist è una serie televisiva animata statunitense del 1995, creata da Jonathan Katz e Tom Snyder.
La serie è caratterizzata da uno stile animato rozzo sviluppato col software Squigglevision, creato da Snyder inizialmente per scopi educativi, che permetteva di creare dei contorni ondulati sulle persone e gli oggetti animati colorati e rendeva statici gli oggetti inanimati che erano di colore grigio. Per necessità di budget, la Popular Arts ha riutilizzato materiale di cabaret registrato, basando le conversazioni tra il Dott. Katz e i suoi pazienti sulla stand-up comedy.
La serie è stata trasmessa per la prima volta negli Stati Uniti su Comedy Central dal 28 maggio 1995 al 13 febbraio 2002, per un totale di 81 episodi ripartiti su sei stagioni.

## Trama
Dr. Katz è uno psicoterapeuta professionista che ama suonare la chitarra e passare il tempo al bar con il suo amico Stanley e la barista Julie. I suoi pazienti sono attori o comici famosi e realmente esistenti, solitamente due per episodio, e la serie è orientata attorno a queste sessioni. Le sedute di terapia con i comici consistono generalmente in approfondimenti sul materiale da palco o semplicemente, il Dr. Katz li lascia parlare. Le sessioni terapeutiche con attori offrono invece un dialogo più interpersonale tra il Dr. Katz e il suo paziente. Tra le sedute di terapia si alternano scene che coinvolgono personaggi della vita quotidiana del Dr. Katz, tra cui il figlio venticinquenne Ben, la sua disinteressata e inutile segretaria Laura e i suoi due amici: Stanley e la barista Julie. La maggior parte degli episodi iniziano con Dr. Katz e Ben che fanno colazione. Alcune volte, le trame si sviluppano anche sulla vita di Ben, ma solitamente si alternano ai segmenti del Dr. Katz e delle sedute di terapia con i suoi ospiti.

## Episodi
| Stagione         | Episodi | Prima TV USA | Prima TV Italia |
| ---------------- | ------- | ------------ | --------------- |
| Prima stagione   | 6       | 1995         | inedita         |
| Seconda stagione | 13      | 1995-1996    | inedita         |
| Terza stagione   | 13      | 1996-1997    | inedita         |
| Quarta stagione  | 13      | 1997         | inedita         |
| Quinta stagione  | 18      | 1998         | inedita         |
| Sesta stagione   | 18      | 1999-2002    | inedita         |

## Personaggi e doppiatori

### Personaggi principali
- Dott. Jonathan Katz (stagioni 1-6), voce originale di Jonathan Katz.

Il protagonista della serie. È uno psicoterapeuta che esegue le sue sessioni su ospiti famosi e noti al pubblico. Ha un figlio di nome Ben e nel tempo libero suona la chitarra e frequenta i suoi amici Stanley e la barista Julie.
- Benjamin "Ben" Katz (stagioni 1-6), voce originale di H. Jon Benjamin.

Il figlio venticinquenne di Ben.
- Laura (stagioni 1-6), voce originale di Laura Silverman.

La segretaria del Dott. Katz. Si mostra disinteressata nel suo lavoro e spesso risponde in modo sarcastico.

### Personaggi ricorrenti
- Stanley (stagioni 1-6), voce originale di Will LeBow.
- Julie (stagioni 1-6), voce originale di Julianne Shapiro.
- Todd (stagioni 2-6), voce originale di Todd Barry.

Un impiegato di un negozio di DVD.
- Domenick "Dom" Irrera (stagioni 1-5), voce originale di Dom Irrera.

Uno dei pazienti più frequenti del Dott. Katz. È un cabarettista italo-americano di Filadelfia, in Pennsylvania. Solitamente è vestito con un maglione giallo, un berretto da baseball rosso al contrario e dei jeans, tuttavia, a differenza della maggior parte degli ospiti, si è vestito talvolta in abiti sgargianti e colorati. Ha dei problemi con la sua famiglia allargata.
- Ray Romano (stagioni 1-4), voce originale di Ray Romano.

## Distribuzione

### Trasmissione internazionale
- 28 maggio 1995 negli Stati Uniti d'America su Comedy Central;
- 26 settembre 1996 in Brasile e Portogallo su Locomotion;
- 1997 in Spagna su Locomotion;
- 22 novembre 1998 in Francia su Série Club.
- 26 marzo 2007 in Russia su 2x2.
- In Cecoslovacchia su TV Nova.

### Edizioni home video
| Stagioni             | Episodi  | Data di pubblicazione DVD |
| -------------------- | -------- | ------------------------- |
| 1                    | 6        | 9 maggio 2006             |
| 2                    | 13       | 21 novembre 2006          |
| The Complete Series  | 81       | 20 novembre 2007          |
| The Best Of Dr. Katz | Segmenti | 2 dicembre 2008           |

## Accoglienza
La seconda stagione della serie ha un punteggio di 81 su Metacritic, basato su 6 recensioni. Dr. Katz, Professional Therapist ha vinto un totale di 5 premi, tra cui un Peabody Award e un Daytime Emmy Award. Nel 2015, PopMatters ha affermato che la serie è "sempre saggia e altrettanto divertente" come lo era quando è andato in onda per la prima volta. Nel 2016, il doppiatore Jonathan Katz ha fatto notare come la serie abbia "una fanbase così fedele, anche tuttora".

## Citazioni e riferimenti
Nel corso degli anni la serie ha acquisito un seguito di culto, portandola ad essere citata o rappresentata in altre serie animate, televisive o lungometraggi.
Nell'episodio Un'estate da schifo di South Park, il Dott. Katz appare come lo psichiatra di Mr. Garrison. In Mr. Show with Bob and David, alla fine dell'episodio Bush is a Pussy, viene riprodotto un omaggio alla serie attraverso un dialogo tra Katz e Kedzie Matthews. Nell'episodio King Dead di Space Ghost Coast to Coast, che ha visto H. Jon Benjamin come ospite, Dr. Katz, Professional Therapist viene menzionato per nome. Inoltre, quando Space Ghost afferma che "il via cavo è importante per lui", appare nello stile artistico del Dr. Katz. Un altro riferimento viene fatto nell'episodio Brilliant Number One. Nel film Farce of the Penguins, Jonathan Katz appare nel ruolo di Steve, il gufo che dà consigli terapeutici per 275 dollari all'ora.
Nell'episodio The Contest della serie animata Arthur, dei bambini propongono idee per un episodio di uno show televisivo, tutti basati su vari programmi animati. L'idea di Arthur vede se stesso da giovane adulto che incontra il Dott. Katz, lamentandosi di sua sorella D.W. Nella sitcom Help Me Help You, Jonathan Katz appare nel ruolo del Dott. Katz. Ne I Griffin, Katz appare come terapista di Peter Griffin in Salvate il soldato Brian, dove Peter prende nota del suo insolito stile artistico. Nell'episodio, lo psicoterapeuta è doppiato da Seth MacFarlane. Nel film Independence Day del 1996, mentre si trova bloccato nel traffico, Harvey Fierstein chiede al cellulare di parlare con il Dott. Katz. Nella serie animata Squidbillies di Adult Swim, il Dott. Katz appare come terapista di Early nell'episodio Government Brain Voodoo Trouble.